# Чжао Юнь (юрист)
Чжао Юнь (кит. трад. 趙雲; род. не ранее 23 октября 1974 и не позднее 24 октября 1974, Чжэцзян) — гонконгский юрист, специалист в области международного космического права, международного экономического права и в других областях права, профессор и руководитель Департамента права Университета Гонконга.

## Краткая биография
С 1991 по 1998 год Чжао Юнь учился в Китайском университете политологии и права в Пекине. Получил степень бакалавра в 1995 году и степень магистра в 1998 году. Затем с 1998 по 1999 год учился в Лейденском университете в Нидерландах, где он получил степень магистра в области международного публичного права.
С 2000 по 2003 год Чжао Юнь учился в Университете Эразма Роттердамского (Нидерланды). С 2000 по 2002 год работал там научным сотрудником на факультете права. В 2003 году окончил университет со степенью доктора философии (PhD) в области международного права. С 2002 по 2008 год Чжао Юнь преподавал на факультете права Городского университета Гонконга. Затем в 2008 году он начал преподавать на факультете права Университета Гонконга.
С 2013 по 2017 год Чжао Юнь занимал должность директора Центра китайского права Университета Гонконга. С 2016 года по настоящее время является руководителем Департамента права Университета Гонконга. Также является профессором международного права в Сямэньском университете и профессором в Шанхайском университете международного бизнеса и экономики.
24 июня 2018 года Чжао Юнь был назначен верховным судьёй Космического королевства Асгардия в ходе первой парламентской сессии, состоявшейся в Вене, Австрия. Верховный судья контролирует деятельность четырех судебных коллегий: конституционной, гражданской, административной и уголовной. «Рождение новой космической нации Асгардия» было объявлено 12 октября 2016 года на пресс-конференции в Париже, Франция.

## Научная деятельность
Области специализации Чжао Юня: международное космическое право, урегулирование споров, международное экономическое право, право в сфере электронной коммерции. В течение нескольких лет Чжао Юнь занимается изучением вопросов, связанных с освоением космоса. В частности, Чжао Юнь высказывался о необходимости обновления гонконгского законодательства о космосе.

## Избранные публикации
- Zhao Yun. National Space Legislation in China: An Overview of the Current Situation and Outlook for the Future. The Netherlands, Brill/Martinus Nijhoff, 2015.
- Zhao Yun. Cyber Law in Hong Kong. The Netherlands, Kluwer, 2011.
- Zhao Yun. Mediation Practice and Skills. Beijing, Tsinghua University Press, 2011.
- Zhao Yun. The Annotated Ordinances of Hong Kong: Civil Aviation Ordinance (Cap 448). Hong Kong, LexisNexis, 2008.
- Zhao Yun. Space Commercialization and the Development of Space Law. Beijing, Intellectual Property Rights Press, 2008.
- Zhao Yun. National Space Legislation in Mainland China. — Journal of Space Law, 2008.
- Zhao Yun. On the Liability Convention for Outer Space and Its Consummation. — Journal of Beijing University of Aeronautics and Astronautics (Social Science Edition), 2008.
- Zhao Yun. Research on Space Commercialization and Patent Protection in Outer Space. — Journal of International Economic Law, 2008.
- Zhao Yun. Dispute Resolution in Electronic Commerce. The Netherlands, Martinus Nijhoff, 2005
- Zhao Yun. Liberalization of Electronic Commerce and Law. Beijing, Peking University Press, 2005.